# Dumitru Protopopescu (Tache)

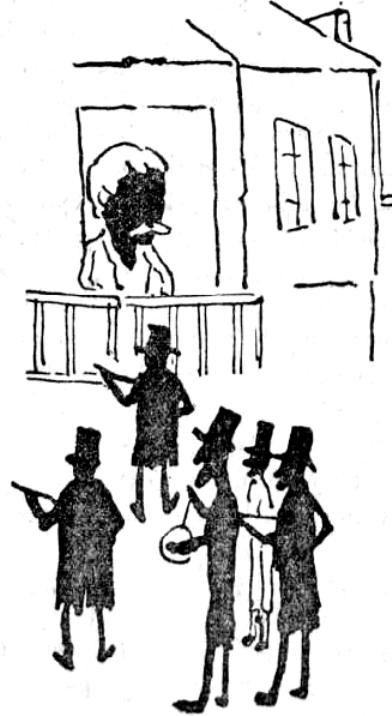
Caricatura Cor de negri a lui Constantin Jiquidi din 1988, l-a ilustrat printre figurile mai mici ale celor care „îi cântau serenade” lui Lascăr Catargiu și pe Dumitru „Tache” Protopopescu.

Dumitru „Tache” Protopopescu (n. 6 ianuarie 1850 – d. 1 august 1911, Lausanne, cantonul Vaud, Elveția) a fost un jurist, înalt funcționar și politician român. S-a remarcat în calitate de înalt funcționar, ca director general al vămilor și al contribuțiilor indirecte, precum și ca  director general al Regiei Monopolurilor Statului. A fost primar al Slatinei în perioada 1890-1892 și în anul 1895, din luna august până în luna decembrie. A avut un rol foarte important în organizarea Creditului Funciar Rural. A fost de asemenea, deputat și senator de Olt.